# 6380 Gardel
A 6380 Gardel 1988 CG a Naprendszer kisbolygóövében található aszteroida. M. Arai és H. Mori fedezte fel 1988. február 10-én.